# Brabant-le-Roi
Brabant-le-Roi és un municipi francès situat al departament del Mosa i a la regió del Gran Est. L'any 2007 tenia 251 habitants.

## Demografia

### Població
El 2007 la població de fet de Brabant-le-Roi era de 251 persones. Hi havia 96 famílies, de les quals 20 eren unipersonals (8 homes vivint sols i 12 dones vivint soles), 36 parelles sense fills, 36 parelles amb fills i 4 famílies monoparentals amb fills.
La població ha evolucionat segons el següent gràfic:
Habitants censats

### Habitatges
El 2007 hi havia 103 habitatges, 100 eren l'habitatge principal de la família i 3 eren segones residències. 102 eren cases i 1 era un apartament. Dels 100 habitatges principals, 80 estaven ocupats pels seus propietaris, 19 estaven llogats i ocupats pels llogaters i 1 estava cedit a títol gratuït; 1 tenia dues cambres, 13 en tenien tres, 28 en tenien quatre i 58 en tenien cinc o més. 91 habitatges disposaven pel capbaix d'una plaça de pàrquing. A 42 habitatges hi havia un automòbil i a 49 n'hi havia dos o més.

### Piràmide de població
La piràmide de població per edats i sexe el 2009 era:
| Homes | Edats   | Dones |
| ----- | ------- | ----- |
| 0     | 95 o +  | 0     |
| 0     | 90 a 94 | 0     |
| 4     | 85 a 89 | 4     |
| 0     | 80 a 84 | 0     |
| 4     | 75 a 79 | 4     |
| 0     | 70 a 74 | 4     |
| 8     | 65 a 69 | 4     |
| 8     | 60 a 64 | 4     |
| 4     | 55 a 59 | 8     |
| 8     | 50 a 54 | 8     |
| 12    | 45 a 49 | 8     |
| 16    | 40 a 44 | 8     |
| 4     | 35 a 39 | 12    |
| 12    | 30 a 34 | 8     |
| 4     | 25 a 29 | 4     |
| 0     | 20 a 24 | 0     |
| 8     | 15 a 19 | 12    |
| 12    | 10 a 14 | 8     |
| 16    | 5 a 9   | 4     |
| 8     | 0 a 4   | 0     |

## Economia
El 2007 la població en edat de treballar era de 163 persones, 120 eren actives i 43 eren inactives. De les 120 persones actives 113 estaven ocupades (62 homes i 51 dones) i 7 estaven aturades (1 home i 6 dones). De les 43 persones inactives 17 estaven jubilades, 15 estaven estudiant i 11 estaven classificades com a «altres inactius».

### Ingressos
El 2009 a Brabant-le-Roi hi havia 99 unitats fiscals que integraven 260 persones, la mediana anual d'ingressos fiscals per persona era de 19.688 €.

### Activitats econòmiques
Dels 7 establiments que hi havia el 2007, 1 era d'una empresa de fabricació d'altres productes industrials, 1 d'una empresa de construcció, 3 d'empreses de comerç i reparació d'automòbils, 1 d'una empresa financera i 1 d'una entitat de l'administració pública.
L'únic servei als particulars que hi havia el 2009 era un taller de reparació d'automòbils i de material agrícola.
L'any 2000 a Brabant-le-Roi hi havia 7 explotacions agrícoles.

## Poblacions més properes
El següent diagrama mostra les poblacions més properes.